# Хосефіна Фернанда де Бурбон
Хосефіна Фернанда Луїза Гуадалупе де Бурбон (ісп. Josefina Fernanda Luisa Guadalupe de Borbón y Borbón); (нар. 27 травня 1827 — пом. 10 червня 1910) — іспанська інфанта з династії Бурбонів, старша донька інфанта Франсіско де Паули де Бурбона та сицилійської принцеси Луїзи Карлотти, дружина Хосе Гуеля і Ренте, письменника та політика.

## Біографія
Народилась 27 травня 1827 року в Аранхуесі. Була сьомою дитиною та третьою донькою в родині інфанта Франсіско де Паули де Бурбона та його першої дружини Луїзи Карлотти Бурбон-Сицилійської. Мала старших братів Франсіско де Асіса, Енріке та Дуарте й сестер Ізабеллу та Луїзу Терезу. Ще один брат помер в ранньому віці до її народження. Згодом сімейство поповнилося чотирма молодшими дітьми. В родині дівчинку кликали Пепіта.
У віці 16 років втратила матір. Її сестра Ізабелла взяла морганатичний шлюб із польським графом, утікши з паризького інтернату. Луїза Тереза також одружилася з представником іспанської знаті, нижче неї за рангом.
В свою чергу, Хосефа Фернанда у віці 21 року взяла таємний шлюб із 29-річним Хосе Гуелем і Ренте, уродженцем Гавани та юристом за освітою. Дозволу на союз у королеви, як було заведено у подібних випадках, не запитала. Вінчання пройшло 28 червня 1848 у Вальядоліді. Молодята були вигнані з Іспанії й наступні кілька років провели у Франції. У них народилося троє синів.
У 1854 році сімейство повернулось до Іспанії та оселилося у Вальядоліді. Хосефіна, незважаючи на труднощі, вела вишукане, витончене та елегантне життя, а також спілкувалася з інтелектуальними колами Вальядоліду. Після повалення режиму Ізабелли, як і більшість членів королівського дому, виїхала до Парижу.
Померла в Парижі 10 червня 1910 року. Була похована на цвинтарі Монмартр.

## Нагороди
- Орден королеви Марії Луїзи № 227 (Іспанія) (29 травня 1827).

## Родина

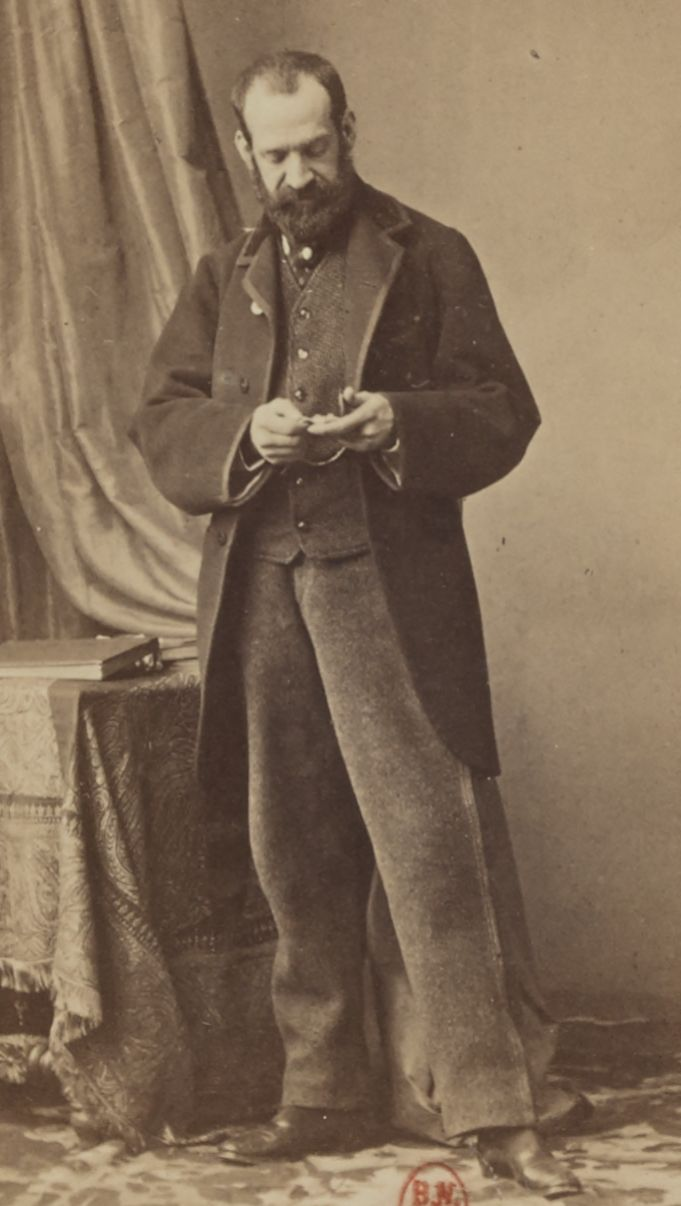
Світлина чоловіка у 1870 році

Чоловік — Хосе Гуель де Ренте
Діти:
- Раймундо (1849—1907) — маркіз де Валькарлос, був одружений з Антонієттою Альберті і Каро, мав двох доньок;
- Фернандо (1851—1936) — маркіз де Гуель, дипломат, був одружений з Марією Хосефою Алонсо і Гуель, мав двох доньок;
- Франсіско (1857—1868) — прожив 11 років.